# カレル・ヤヴーレク
カレル・ヤヴーレク（Karel Javůrek、1815年7月30日 - 1909年3月23日）は、チェコの画家である。宗教画やチェコの歴史上の出来事を題材にした作品を描いた。

## 略歴
プラハで、実業家の息子に生まれた。ウィーンで風俗画の画家ヨーゼフ・ダンハウザー(1805-1845)に学んだ後、プラハに戻りフランティシェク・カドリーク(František Tkadlík: 1786-1840)に学び、プラハの美術アカデミーでクリスティアン・ルーベン(1805-1875)に学んだ。1848年3月にプラハで起きた民族の独立を求め鎮圧された民衆蜂起（1848年革命）にも参加した。
1850年から1852年の間はアントウェルペン王立芸術学院で、フスタフ・ワッペルスに学び、1855年にはパリでトマ・クチュールの工房で修行した。
プラハに戻った後、プラハの公会堂ルドルフィヌムで毎年開かれる美術展に毎回出展し、チェコ人が独自の王朝をもっていた時代などの歴史上の出来事を題材にした作品も多く描き、チェコ人の共感を得て人気のある画家になった。
晩年はヤヴーレクの絵画のスタイルは時代遅れだと評価された。プラハで93歳で没した。

## 作品

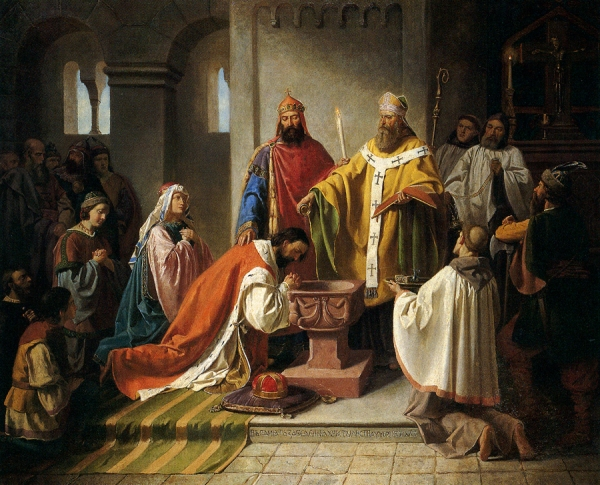
プシェミスル朝のボジヴォイ1世の洗礼 (1858)
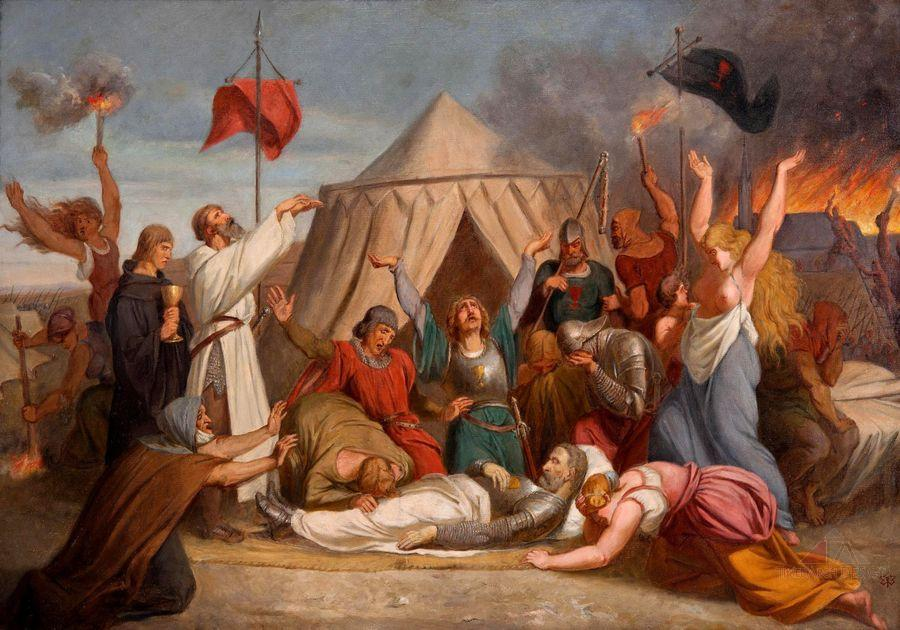
ヤン・ジシュカの死
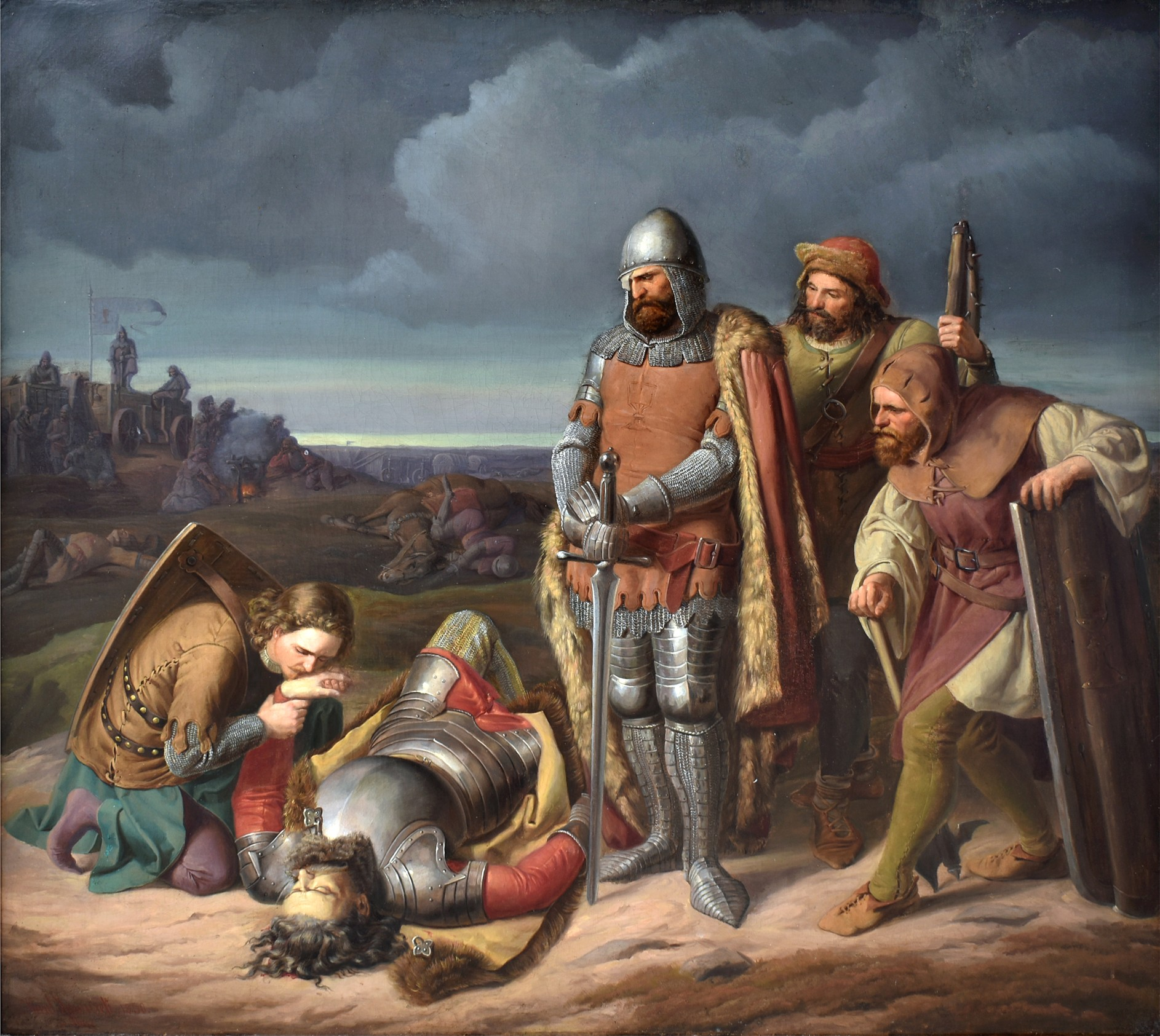
ヤン・ジシュカ
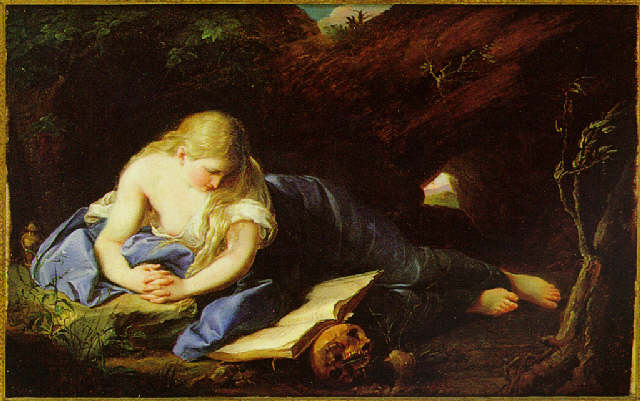
改悛するマグダラのマリア

## 関連文献
- Naděžda Blažíčková-Horová, ed. 19th-Century Art in Bohemia: (1790–1910) - Painting, Sculpture, Decorative Arts. Prague, National Gallery, 2009.